# Heterothera serraria
Heterothera serraria là một loài bướm đêm thuộc họ Geometridae. Loài này có ở Fennoscandia, Đan Mạch, Ba Lan và các nước Baltic tới miền đông Xibia.
Sải cánh dài 25–30 mm.
Ấu trùng ăn các loài Picea, bao gồm Picea abies.